# Khoai môn
Khoai môn (/ˈtɑːroʊ, ˈtær-/; Colocasia esculenta) là một loại rau ăn củ. Đây là loài được trồng rộng rãi nhất trong một số loài thực vật thuộc họ Araceae, được sử dụng làm rau để lấy củ, lá, thân và cuống lá của chúng. Củ khoai môn là một loại thực phẩm chủ yếu ở các nền văn hóa châu Phi, châu Đại Dương, Đông Á, Đông Nam Á và Nam Á (tương tự như khoai từ). Khoai môn được cho là một trong những cây được trồng sớm nhất.

## Tên thường gọi
Thuật ngữ khoai môn trong tiếng Anh taro được mượn từ tiếng Māori khi thuyền trưởng Cook lần đầu tiên quan sát các đồn điền Colocasia ở New Zealand vào năm 1769. Hình thái taro hay talo phổ biến trong các ngôn ngữ Polynesia: taro trong tiếng Tahiti; talo bằng tiếng Samoa và Tonga; kalo trong tiếng Hawaii ; taʻo ở tiếng Marquesas. Tất cả hình thái này đều bắt nguồn từ *talo trong ngữ hệ nguyên thủy của Polynesia, mà bản thân nó có nguồn gốc từ *talos trong ngữ hệ nguyên thủy châu Đại Dương (cf. dalo trong tiếng Fiji) và *tales trong ngữ hệ nguyên thủy của Nam Đảo (cf. tales trong tiếng Java). Tuy nhiên, sự bất thường trong tương ứng âm thanh giữa các dạng cùng nguồn gốc trong tiếng Nam Đảo gợi ý rằng thuật ngữ này có thể được mượn và lan truyền từ một ngôn ngữ Nam Á, có lẽ ở Borneo (cf. ngữ hệ nguyên thủy Môn Khmer * t 2 rawʔ, Khasi shriew, Khmu sroʔ, nguyên thủy tiếng Việt *s-roːʔ ).
Trong ngôn ngữ Odia (được sử dụng rộng rãi ở vùng Odisha của Ấn Độ), chúng được gọi là sāru (ସାରୁ).
Ở Síp, khoai môn đã được sử dụng từ thời đế quốc La Mã. Ngày nay chúng được gọi là kolokasi (Kολοκάσι). Chúng thường được chiên hoặc nấu với ngô, thịt lợn hoặc thịt gà trong nước sốt cà chua trong nồi đất. "Baby" kolokasi được gọi là "poulles": sau khi chiên khô, thêm rượu vang đỏ và hạt rau mùi vào, sau đó dùng kèm với chanh tươi vắt. Gần đây, một số nhà hàng đã bắt đầu phục vụ những lát kolokasi chiên giòn mỏng, gọi chúng là "kolokasi lát mỏng".
| Tên                                                     | Ngôn ngữ                                    |
| ------------------------------------------------------- | ------------------------------------------- |
| gabi                                                    | Tagalog                                     |
| natong/apay                                             | Bikolano                                    |
| ede                                                     | Igbo                                        |
| jimbi                                                   | Swahili                                     |
| kókò/lámbó                                              | Yoruba                                      |
| kacu (কচু)                                               | Assamese                                    |
| kacu (কচু)                                               | Bengali                                     |
| kacu (কচু)                                               | Kamtapuri/Rajbongshi/Rangpuri               |
| kolokasi (Kολοκάσι)                                     | Cypriot Greek                               |
| kēsave (ಕೇಸವೆ)                                            | Kannada                                     |
| qulqas (قلقاس)                                          | Arabic                                      |
| kontomire                                               | Akan                                        |
| kiri aḷa (කිරි අළ)                                        | Sinhala                                     |
| arbī (अरबी)                                              | Hindi                                       |
| arvi (ਅਰਵੀ)                                              | Punjabi                                     |
| aruī (अरुई)                                              | Bhojpuri                                    |
| arikanchan (अरिकञ्चन)                                     | Maithili                                    |
| aḷavī (અળવી)                                             | Gujarati                                    |
| āḷū (आळू)                                                | Marathi                                     |
| ala (އަލަ)                                                | Dhivehi                                     |
| aba                                                     | Ilocano                                     |
| sāru (ସାରୁ)                                               | Odia                                        |
| piḍālu (पिडालु)                                            | Nepali                                      |
| cēmpu (சேம்பு)                                             | Tamil                                       |
| cēmpŭ (ചേമ്പ്)                                             | Malayalam                                   |
| cāma (చామ)                                               | Telugu                                      |
| (khoai) môn                                             | Vietnamese                                  |
| vēnṭī (वेंटी)                                              | Konkani                                     |
| yendem (ꯌꯦꯟꯗꯦꯝ)                                           | Meitei/Manipuri                             |
| 芋 (yù)/芋頭 (yùtou)                                    | Chinese                                     |
| 芋 (ō͘/ū) or 芋仔 (ō͘-á)                                  | Taiwanese Hokkien                           |
| vasa                                                    | Paiwan                                      |
| tali                                                    | Amis                                        |
| Chinese tayer                                           | Surinamese Dutch                            |
| saonjo                                                  | Malagasy                                    |
| toran (토란)                                            | Korean                                      |
| tolotolo                                                | Bukusu                                      |
| pheuak, puak (เผือก)                                     | Thai                                        |
| pheuak, puak (ເຜືອກ)                                     | Lao                                         |
| kheu (ခုၣ်)                                                | S'gaw Karen                                 |
| nabbiag                                                 | Ahamb                                       |
| pweta                                                   | Wusi                                        |
| *b(u,i)aqa, *bweta                                      | Proto North-Central-Vanuatu (reconstructed) |
| *talo(s), *mʷapo(q), *piRaq, *bulaka, *kamʷa, *(b,p)oso | Proto Oceanic (reconstructed)               |

Những cái tên khác bao gồm amadumbe hoặc madumbi trong tiếng Zulu, boina trong tiếng Wolaita của Ethiopia, hoặc amateke ở Kirundi và Kinyarwanda. Ở Tanzania, chúng được gọi là magimbi trong tiếng Swahili. Ở Madagascar, chúng được gọi là saonjo. Chúng còn được gọi là eddo ở Liberia.
Ở Caribe và Tây Ấn, khoai môn được gọi là dasheen ở Trinidad và Tobago, Saint Lucia, Saint Vincent và Grenadines và Jamaica.:23 Lá cây được người Indo-Trinidad và Tobago gọi là aruiya ke bhaji.
Trong tiếng Bồ Đào Nha, chúng được gọi đơn giản là taro, cũng như inhame, inhame-coco, taioba, taiova, taioba-de-são-tomé hoặc matabala; trong tiếng Tây Ban Nha, chúng được gọi là malanga.
Từ ngữ Hy Lạp cổ κολοκάσιον (kolokasion, nghĩa đen 'rễ sen') là nguồn gốc của từ ngữ kolokasi trong tiếng Hy Lạp hiện đại (κολοκάσι), từ ngữ kolokas bằng cả tiếng Hy Lạp và tiếng Thổ Nhĩ Kỳ và qulqas (قلقاس) bằng tiếng Ả Rập. Nó được tiếng Latin mượn thành colocasia, do đó trở thành danh pháp chi Colocasia.
Khoai môn là một trong những loài được trồng rộng rãi nhất trong nhóm thực vật lâu năm nhiệt đới, thường được gọi thông tục là "tai voi", khi được trồng làm cây cảnh. Các loài thực vật khác có cùng biệt danh bao gồm một số loài ráy có liên hệ sở hữu lá lớn hình trái tim, thường nằm trong các chi như Alocasia, Caladium, Monstera, Philodendron, Syngonium, Thaumatophyllum và Xanthosoma.
Ở Philippines, toàn bộ cây thường được gọi là gabi, trong khi thân cây được gọi là taro. Khoai môn là hương vị trà sữa rất phổ biến trong nước và cũng là nguyên liệu quen thuộc trong một số món ăn mặn của Philippines như sinigang.

## Mô tả
Khoai môn là thực vật nhiệt đới lâu năm, chủ yếu được trồng làm rau ăn củ để lấy thân củ có nhiều tinh bột, ăn được. Cây có thân rễ với nhiều hình dạng và kích cỡ khác nhau. Lá dài đến 40 cm × 25 cm (15,7 in × 9,8 in) và mọc ra từ thân rễ. Chúng có màu xanh đậm ở trên và màu xanh nhạt ở dưới. Chúng có hình ovan gần nhọn, hơi tròn và có hình mút nhọn ở đỉnh, với đầu của các thùy đáy tròn hoặc hơi tròn. Cuống lá cao 0,8–1,2 m (2,6–3,9 ft). Ống lá có thể dài đến 25 cm (10 in). Bông mo dài khoảng 3/5 đoạn mo, với phần đóa hoa có đường kính dài đến 8 mm (0,31 in). Cụm hoa cái nằm ở bầu nhụy màu mỡ xen lẫn với bầu khác màu trắng vô sinh. Hoa vô tính phát triển phía trên hoa cái và có thùy hình thoi hoặc không đều, có 6 hoặc 8 tế bào. Phần phụ ngắn hơn cụm hoa đực.

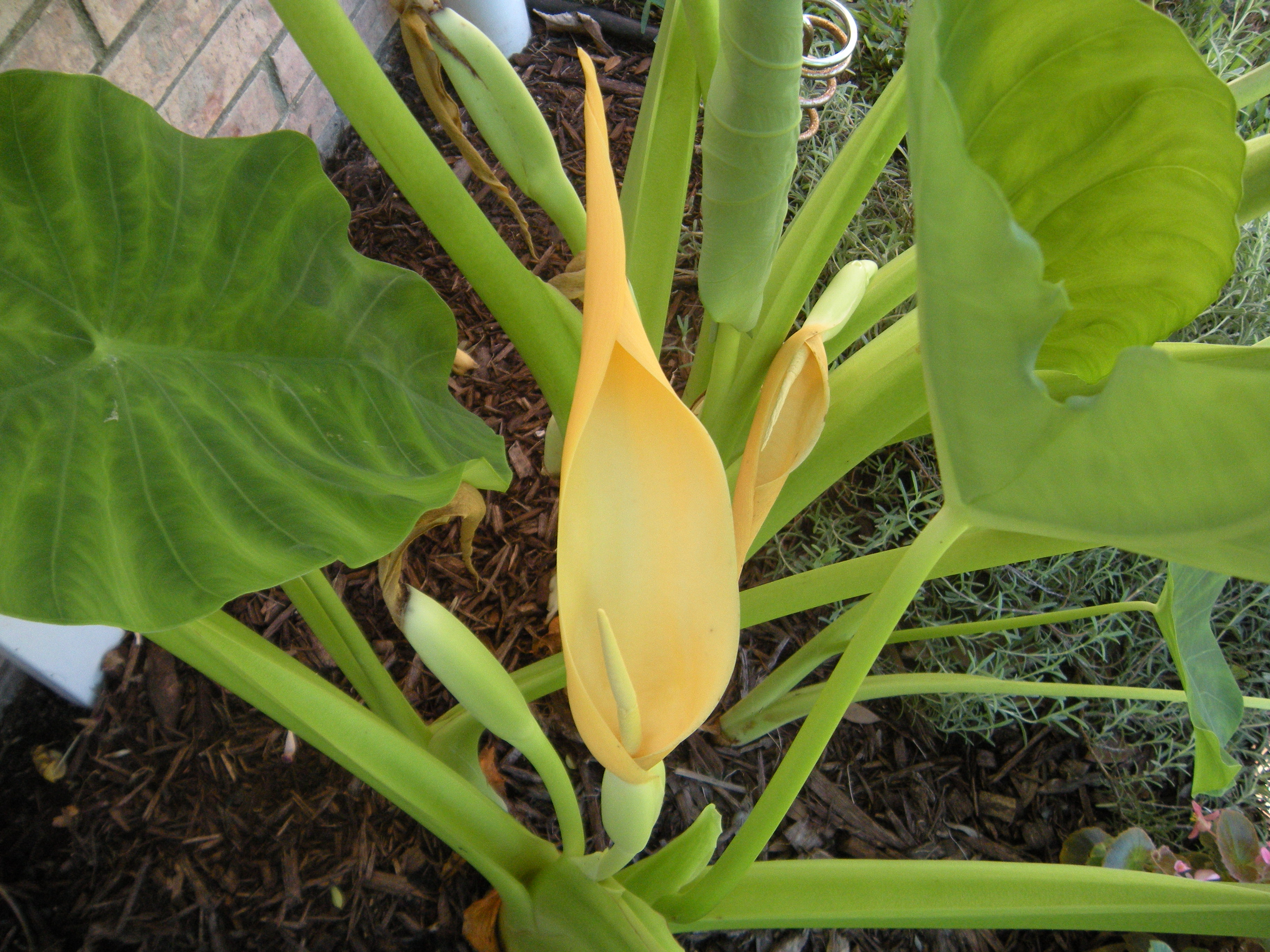
Hoa
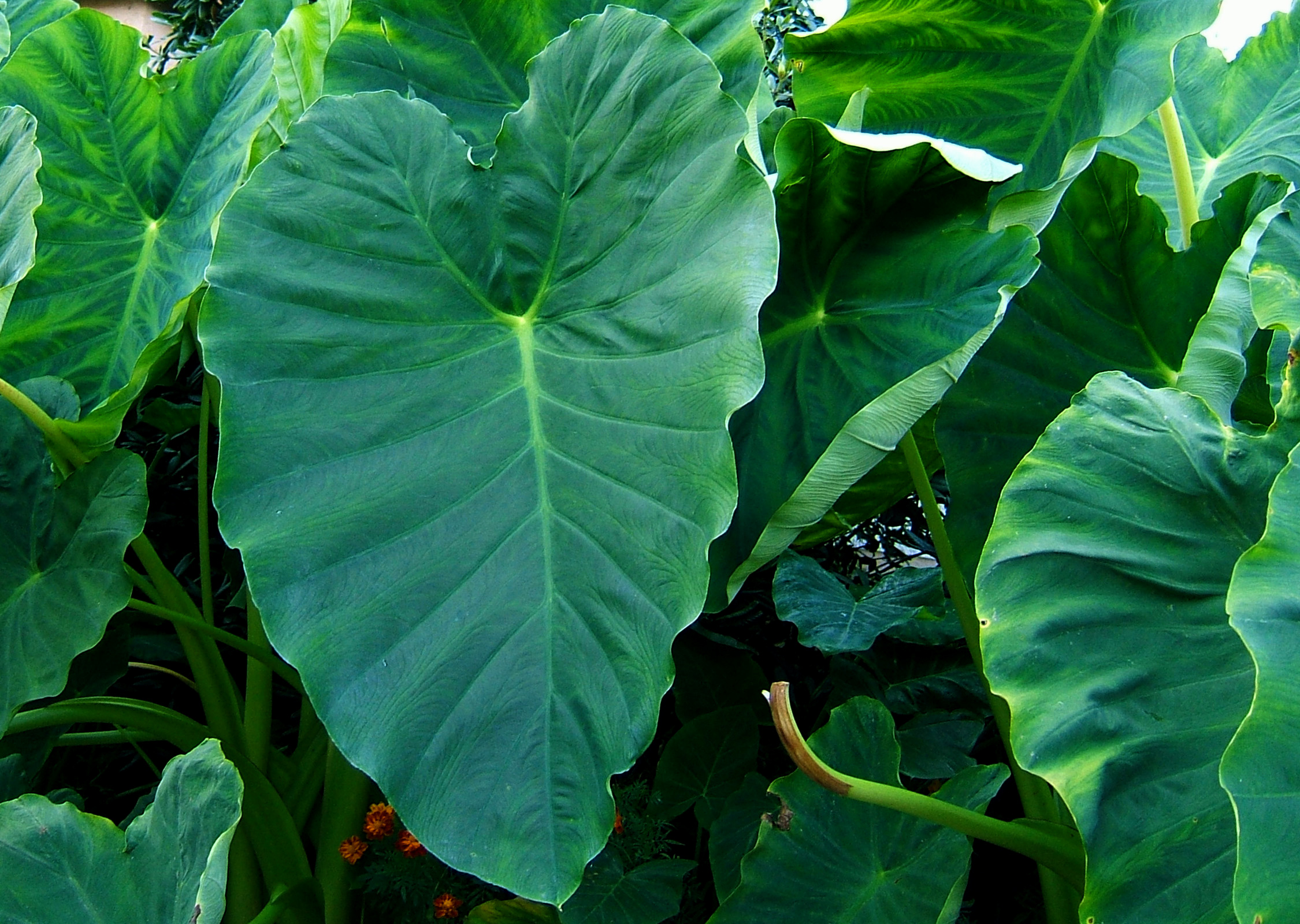
Lá
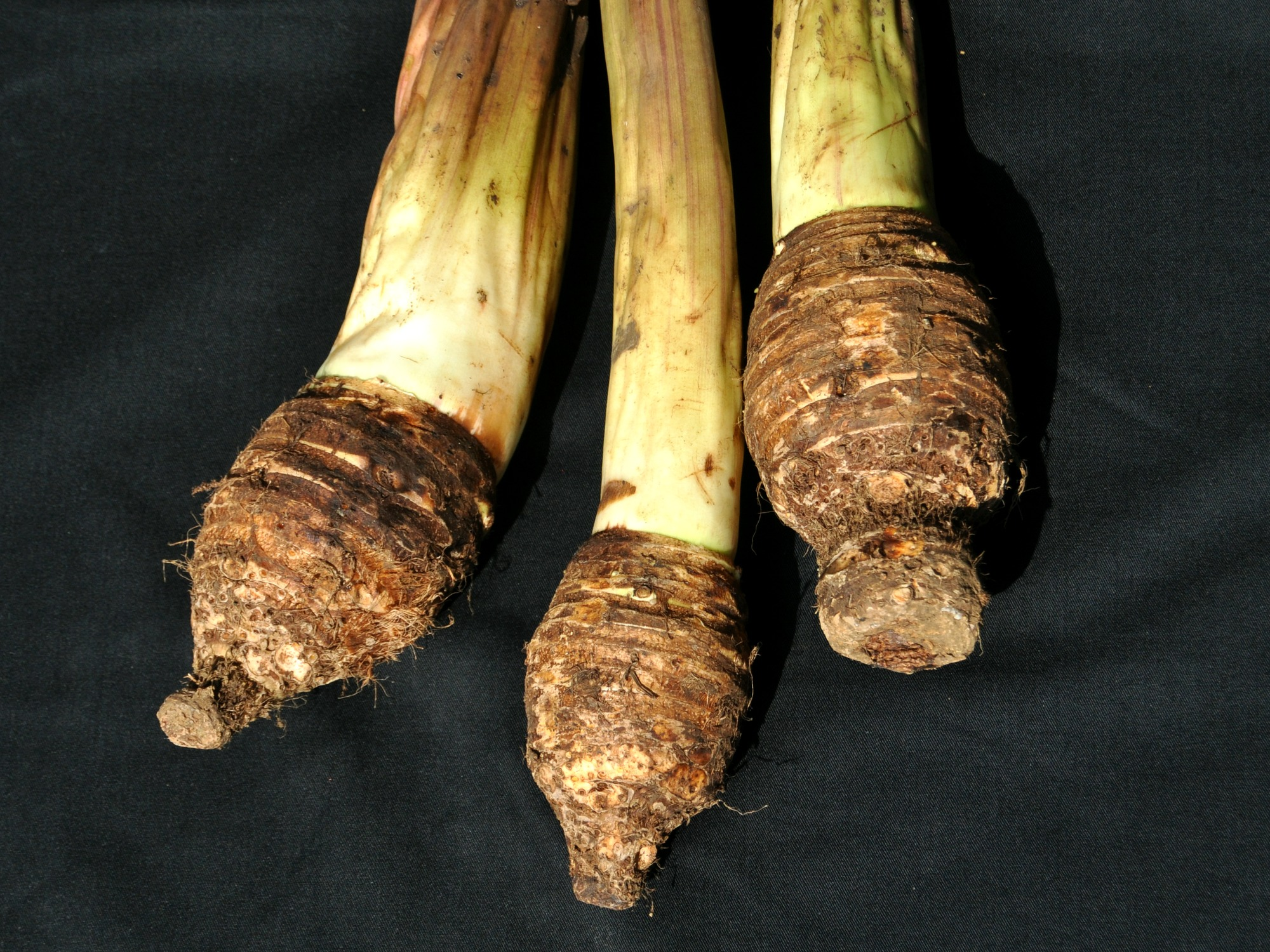
Củ dạng thân hành
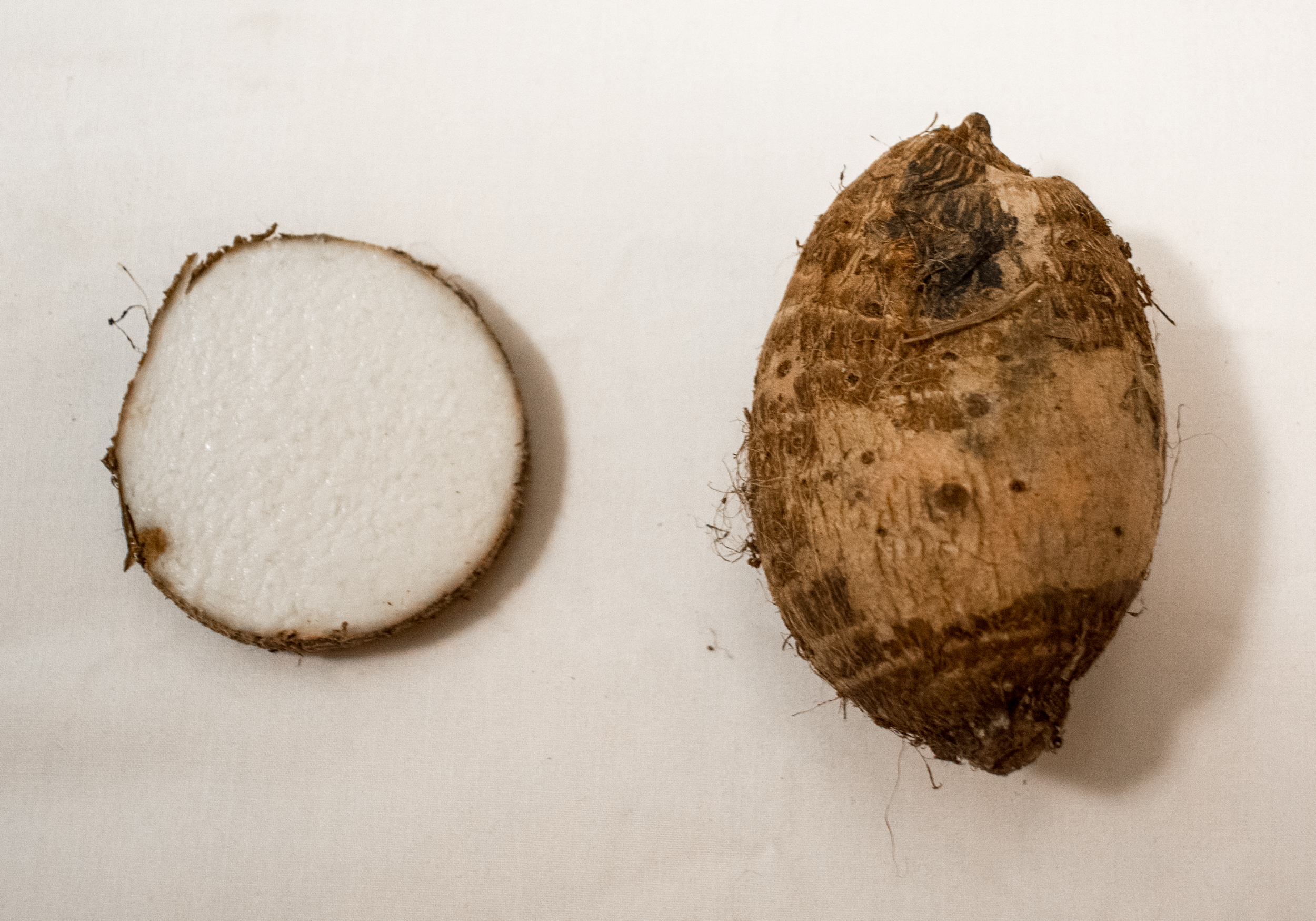
Củ (lát cắt ngang)

### Loài tương tự
Khoai môn có họ hàng với Xanthosoma và Caladium, những loại cây thường được trồng làm cảnh. Giống như chúng, đôi khi được gọi một cách mơ hồ là tai voi. Các giống khoai môn tương tự gồm có khoai môn khổng lồ (Alocasia macrorrhizos), khoai môn đầm lầy (Cyrtosperma merkusii) và tai voi có lá mũi tên (Xanthosoma sagittifolium).

## Phân loại
Carl Linnaeus ban đầu mô tả hai loài, Colocasia esculenta và Colocasia antiquorum, nhưng nhiều nhà thực vật học sau này xem cả hai đều là thành viên của một loài duy nhất, rất đa dạng, danh pháp chính xác là Colocasia esculenta.

### Từ nguyên
Tính ngữ khoa học, esculenta, có nghĩa là "ăn được" trong tiếng Latin.

## Phân bố và sinh cảnh
Khoai môn được cho là có nguồn gốc từ Nam Ấn Độ và Đông Nam Á nhưng được du nhập rộng rãi. Khoai được cho là có nguồn gốc từ vương quốc Indomalaya, có lẽ ở Đông Ấn Độ, Nepal và Bangladesh. Khoai lan truyền bằng con đường trồng trọt theo hướng đông vào Đông Nam Á, Đông Á và hải đảo Thái Bình Dương; theo phía tây đến Ai Cập và miền đông lưu vực Địa Trung Hải; rồi từ đó hướng về phía nam và phía tây vào Đông Phi và Tây Phi, nơi mà khoai lan truyền đến vùng Caribe và châu Mỹ.
Khoai môn có lẽ có nguồn gốc đầu tiên ở vùng đất ngập nước thấp của Malaysia, nơi chúng được gọi là taloes .
Ở Úc, C. esculenta var. aquatilis được cho là có nguồn gốc ở vùng Kimberley thuộc Tây Úc; giống esculenta phổ biến hiện đã được du nhập và được xem là một loại cỏ dại xâm lấn ở Tây Úc, Lãnh thổ Bắc Úc, Queensland và New South Wales.
Ở châu Âu, C. esculenta được trồng tại Síp và được gọi là Colocasi (Κολοκάσι trong tiếng Hy Lạp) và được chứng nhận là sản phẩm PDO. Khoai cũng sinh sống trên đảo Ikaria của Hy Lạp và được xem là nguồn thực phẩm quan trọng cho hòn đảo trong Thế chiến thứ hai.
Ở Thổ Nhĩ Kỳ, C. esculenta có tên địa phương là gölevez và được trồng chủ yếu ven bờ biển Địa Trung Hải, chẳng hạn như huyện Alanya của tỉnh Antalya và huyện Anamur của tỉnh Mersin.
Ở Macaronesia, loại cây này đã được du nhập, có lẽ là kết quả của những khám phá của người Bồ Đào Nha và thường được dùng trong chế độ ăn của người Macaronesia như một nguồn carbohydrat quan trọng.
Ở miền đông nam Hoa Kỳ, loài cây này được công nhận là loài xâm lấn. Nhiều quần thể thường tìm được mọc gần các mương thoát nước và bayou ở Houston, Texas.

## Trồng trọt

### Lịch sử
Khoai môn là một trong những loại cây trồng cổ xưa nhất. Khoai môn phân bố rộng rãi khắp các vùng nhiệt đới và cận nhiệt đới ở Nam Á, Đông Á, Đông Nam Á và Papua New Guinea, miền bắc Australia và Maldives. Khoai môn có tính đa hình cao, khiến cho việc phân loại và phân biệt giữa loài hoang dã và trồng trọt trở nên khó khăn. Người ta tin rằng chúng đã được thuần hóa độc lập nhiều lần. Giới học giả đưa ra các địa điểm có thể là New Guinea, lục địa Đông Nam Á và đông bắc Ấn Độ, chủ yếu dựa trên phạm vi bản địa giả định của các loài thực vật hoang dã. Tuy nhiên, nhiều nghiên cứu gần đây đã chỉ ra rằng khoai môn hoang dã có thể có phân bố bản địa lớn hơn nhiều so với những gì được tin tưởng trước đây và các kiểu nhân giống hoang dã cũng có thể là bản địa tại các khu vực khác của Đông Nam Á hải đảo.
Dấu vết khảo cổ về hoạt động khai thác khoai môn đã được phục hồi từ nhiều địa điểm, mặc dù không thể xác định chắc chắn đây là loại được trồng hay hoang dã. Chúng bao gồm hang Niah ở Borneo khoảng 10.000 năm trước, hang Ille ở Palawan, có niên đại ít nhất 11.000 năm trước; đầm lầy Kuk ở New Guinea, có niên đại từ năm 8250 TCN đến 7960 TCN; và hang Kilu ở Quần đảo Solomon có niên đại khoảng 28.000 đến 20.000 năm trước. Trong trường hợp đầm lầy Kuk, có bằng chứng về nền nông nghiệp chính thức xuất hiện khoảng 10.000 năm trước, với bằng chứng về các thửa đất được canh tác, mặc dù loại cây nào được trồng vẫn chưa biết.
Khoai môn được người Nam Đảo mang đến các đảo Thái Bình Dương từ khoảng năm 1300 TCN. Tại đây, chúng trở thành cây trồng chủ yếu của người Polynesia, cùng với các loại "khoai môn" khác, như Alocasia macrorrhizos, Amorphophallus paeoniifolius và Cyrtosperma merkusii. Chúng là cây quan trọng nhất và được ưa thích nhất trong số bốn loại vì ít khả năng chứa tinh thể hình kim gây khó chịu có trong các loại cây khác. Khoai môn cũng được xác định là một trong những thực phẩm chủ yếu tại Micronesia, từ bằng chứng khảo cổ học có niên đại từ thời kỳ Latte tiền thuộc địa (khoảng 900 – 1521 SCN), cho biết rằng khoai cũng được người Micronesia mang theo khi họ xâm chiếm quần đảo. Phấn hoa khoai môn và dư lượng tinh bột cũng đã được xác định tại địa điểm Lapita, có niên đại từ năm 1100 TCN đến năm 550 TCN. Khoai môn sau đó được truyền đến Madagascar vào đầu thế kỷ I SCN.

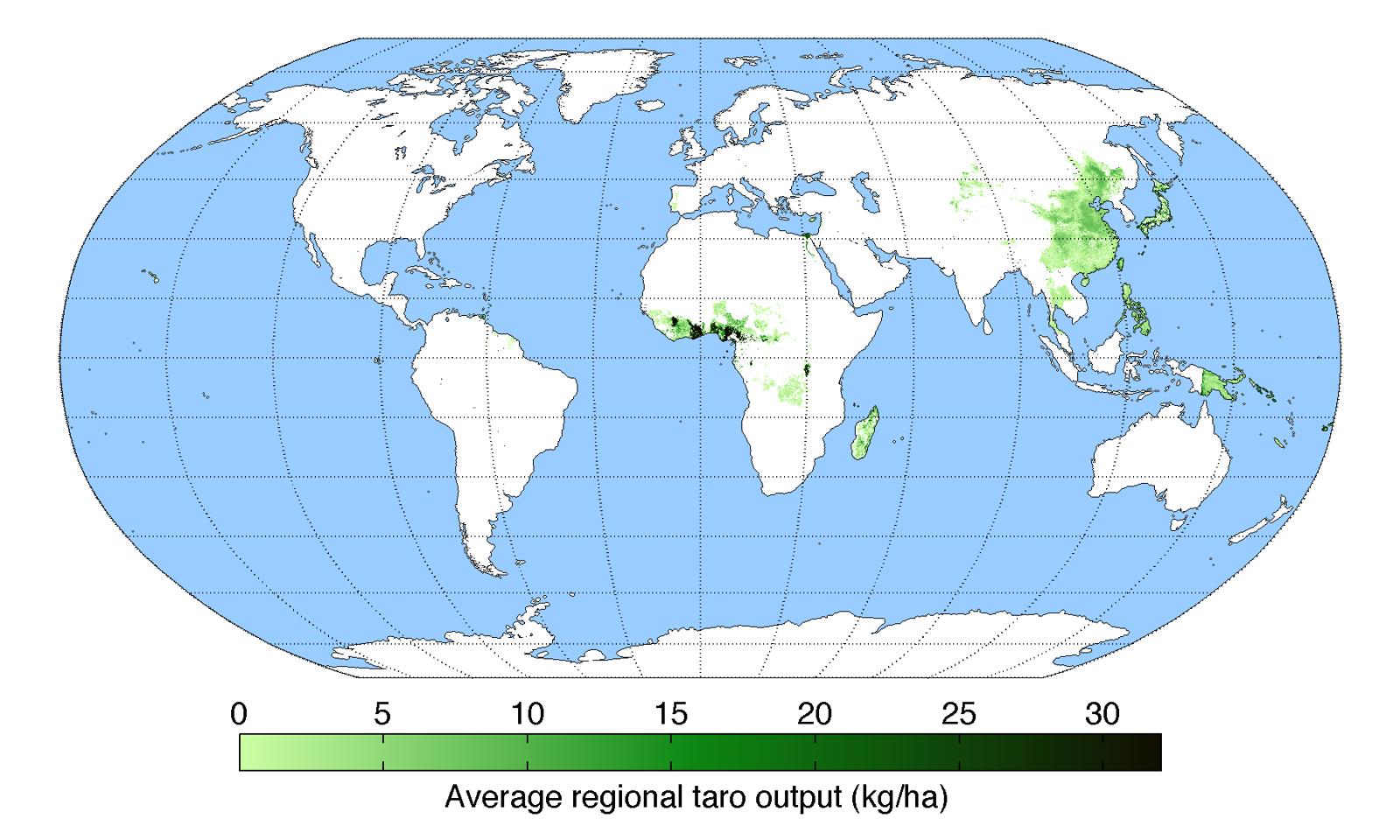
Phân bố địa lý của hoạt động sản xuất khoai môn

### Sản xuất hiện đại
Năm 2022, sản lượng khoai môn toàn thế giới là 18 triệu tấn, dẫn đầu là Nigeria với 46% tổng sản lượng (bảng).
Khoai môn có sản lượng lớn thứ năm trong số các loại cây lấy rễ và củ trên toàn thế giới. Năng suất khoai môn bình quân khoảng 7 tấn/ha.
Khoai môn có thể được trồng trên ruộng lúa nơi có nhiều nước hoặc ở vùng cao nơi được mưa rút nước hoặc tưới bổ sung. Khoai môn là một trong số ít cây trồng (cùng với lúa và sen) có thể trồng được trong điều kiện ngập nước. Canh tác ngập nước có vài lợi thế so với canh tác trên đất khô như: năng suất cao hơn (khoảng gấp đôi), sản xuất trái mùa (có thể dẫn đến giá cao hơn) và kiểm soát cỏ dại (tạo điều kiện ngập lụt thuận lợi).
| Sản xuất khoai môn – 2022         | Sản xuất khoai môn – 2022 |
| Quốc gia                          | (Triệu tấn )              |
| --------------------------------- | ------------------------- |
| Nigeria                           | 8.2                       |
| Trung Quốc                        | 1.9                       |
| Cameroon                          | 1.9                       |
| Ghana                             | 1.7                       |
| Ethiopia                          | 1.7                       |
| Thế giới                          | 17,7                      |
| Nguồn: FAOSTAT của Liên Hiệp Quốc |                           |

Giống như hầu hết các loại cây trồng lấy củ, khoai môn và khoai sọ phát triển tốt ở vùng đất sâu, ẩm hoặc thậm chí đầm lầy, nơi có lượng mưa hàng năm vượt quá 2,500 mm (0,0984 in). Khoai sọ có khả năng chịu hạn hán và lạnh tốt hơn. Cây trồng đạt độ chín trong vòng 6 đến 12 tháng sau khi trồng tại vùng đất khô và sau 12 đến 15 tháng tại vùng đất ngập nước. Thu hoạch khi chiều cao cây giảm và lá chuyển vàng.

### Kiểm soát chất lượng
1. ↑  T. K. Lim (ngày 3 tháng 12 năm 2014). Edible Medicinal and Non Medicinal Plants: Volume 9, Modified Stems, Roots, Bulbs. Springer. tr. 454–460. ISBN 978-94-017-9511-1.
2. ↑  "Colocasia esculenta (L.) Schott". Truy cập ngày 15 tháng 2 năm 2015.
3. ↑  Umberto Quattrocchi (ngày 19 tháng 4 năm 2016). CRC World Dictionary of Medicinal and Poisonous Plants: Common Names, Scientific Names, Eponyms, Synonyms, and Etymology. CRC Press. tr. 1060–1061. ISBN 978-1-4822-5064-0.
4. ↑  Trần Thị, Thu; Nguyễn Thị, Xuân Viên (ngày 28 tháng 3 năm 2022). "NGHIÊN CỨU KHẢ NĂNG SINH TRƯỞNG VÀ NĂNG SUẤT CỦA MỘT SỐ GIỐNG KHOAI MÔN TRỒNG XEN TRONG VƯỜN BƯỞI GIAI ĐOẠN KIẾN THIẾT CƠ BẢN TẠI PHÚ THỌ". Tạp chí Khoa học và Công nghệ Trường Đại học Hùng Vương. Quyển 26 số 1. tr. 51–58. ISSN 1859-3968.
5. ↑  Lê, Viết Bảo (2014). Nghiên cứu khả năng sinh trưởng, phát triển của một số giống khoai môn và biện pháp kỹ thuật cho giống có triển vọng tại tỉnh Yên Bái (trang 7-8) (Luận văn). Thái Nguyên: Đại học Thái Nguyên (Chuyên ngành Khoa học cây trồng). OCLC 62620110.
6. ↑  "Quy trình trồng và chăm sóc khoai môn?". thuvien.mard.gov.vn. Ba Đình, Hà Nội: Thư viện Bộ Nông nghiệp và Phát triển nông thôn. ngày 27 tháng 2 năm 2023. Truy cập ngày 26 tháng 4 năm 2024.
7. 1 2  *talo: taro (Colocasia esculenta) Lưu trữ ngày 23 tháng 7 năm 2020 tại Wayback Machine – entry in the Polynesian Lexicon Project Online (Pollex).
8. ↑  Blust, Robert; Trussel, Stephen (2010). "*tales: taro: Colocasia esculenta". Austronesian Comparative Dictionary. Max Planck Institute for Evolutionary Anthropology. Truy cập ngày 30 tháng 1 năm 2023.
9. ↑  Blench, Roger (2009). "Vernacular Names for Taro in the Indo-Pacific Region and Their Possible Implications for Centres of Diversification and Spread" (PDF).
10. 1 2  "Saru Patra Tarkari: A Classic Odia Dish Using Colocasia Leaves". Goya. ngày 13 tháng 8 năm 2021. Truy cập ngày 12 tháng 11 năm 2022.
11. ↑  natong.
12. ↑  "Colocasia esculenta (L.) Schott - Names of Plants in India". sites.google.com. Bản gốc lưu trữ ngày 22 tháng 4 năm 2023.
13. ↑  Jha, Shailee (ngày 8 tháng 11 năm 2021). "अरीकंचन की सब्जी | Traditional Mithila Curry Recipe". CandidTreat (bằng tiếng Anh). Truy cập ngày 28 tháng 8 năm 2022.
14. ↑  Ministry of Education, R.O.C. "臺灣閩南語常用詞辭典".
15. ↑  "vasa". 原住民族語言線上詞典 (bằng tiếng Trung). Council of Indigenous Peoples. Bản gốc lưu trữ ngày 23 tháng 8 năm 2021. Truy cập ngày 1 tháng 1 năm 2021.
16. ↑  "tali". 原住民族語言線上詞典 (bằng tiếng Trung). Council of Indigenous Peoples. Bản gốc lưu trữ ngày 23 tháng 8 năm 2021. Truy cập ngày 1 tháng 1 năm 2021.
17. ↑  Fey, Virginia (2018). Amis Dictionary. The Bible Society in Taiwan. Truy cập ngày 1 tháng 1 năm 2021.
18. ↑  Clark, Ross (2009). Leo Tuai: A comparative lexical study of North and Central Vanuatu languages. Canberra: Pacific Linguistics. doi:10.15144/PL-603. ISSN 1448-8310.
19. ↑  Ross, Malcolm D.; Andrew Pawley; Meredith Osmond (1998). The lexicon of Proto-Oceanic: Volume 1, Material culture (PDF). Canberra: Pacific Linguistics. ISBN 9780858835078. OCLC 470523930.
20. ↑  "Madumbi". Taste. Truy cập ngày 12 tháng 11 năm 2022.
21. ↑  "iteke (ama-)". Kinyarwanda. Bản gốc lưu trữ ngày 12 tháng 11 năm 2022. Truy cập ngày 12 tháng 11 năm 2022.
22. ↑  LaSur, Lee Yan (ngày 12 tháng 10 năm 2023). "St Vincent Dasheen exporters receive post-harvest management training". St Vincent Times. St Vincent. Truy cập ngày 12 tháng 10 năm 2023.
23. ↑  Dastidar, Sayantani Ghosh (tháng 12 năm 2009). Colocasia esculenta: An account of its ethnobotany and potentials (PDF). The University of Texas at Austin. Truy cập ngày 25 tháng 8 năm 2017.[liên kết hỏng]
24. ↑  "Trinidad Bhagi". ngày 13 tháng 11 năm 2020.
25. ↑  "Modulo de Formação Técnicos de Extensão Agrícola em África". FAO (bằng tiếng Bồ Đào Nha). 2003. Truy cập ngày 7 tháng 4 năm 2021.
26. ↑  Fernandes, Daniel. "Produtos Tradicionais Portugueses". Produtos Tradicionais Portugueses (bằng tiếng Bồ Đào Nha).
27. ↑  "Malanga - Spanish to English Translation | Spanish Central". www.spanishcentral.com.
28. ↑  "Malanga | Definición de Malanga por Oxford Dictionaries en Lexico.com también significado de Malanga". Lexico Dictionaries | Spanish (bằng tiếng Tây Ban Nha). Bản gốc lưu trữ ngày 20 tháng 8 năm 2021.
29. ↑  Lewis, Charlton T.; Short, Charles (1879). A Latin Dictionary. Oxford: Clarendon Press.
30. ↑  Keimer, Ludwig (1984). Die Gartenpflanzen im alten Ägypten. Quyển 2. Hamburg: Hoffmann und Campe. tr. 62.
31. ↑  "Elephant Ears (Colocasia, Alocasia, and Xanthosoma)". Master Gardener Program (bằng tiếng Anh). Bản gốc lưu trữ ngày 11 tháng 11 năm 2020.
32. ↑  Albert F. Hill (1939), "The Nomenclature of the Taro and its Varieties", Botanical Museum Leaflets, Harvard University, quyển 7 số 7, tr. 113–118, doi:10.5962/p.295132
33. ↑  Kolchaar, K. 2006 Economic Botany in the Tropics, Macmillan India
34. ↑  "Colocasia esculenta". Germplasm Resources Information Network (GRIN). Cục Nghiên cứu Nông nghiệp (ARS), Bộ Nông nghiệp Hoa Kỳ (USDA).
35. ↑  "Γαστρονομία | Visit Ikaria". www.visitikaria.gr. Truy cập ngày 16 tháng 3 năm 2023.
36. ↑  "Invasive Plants to Watch for in Georgia" (PDF). Georgia Invasive Species Task Force. Bản gốc (PDF) lưu trữ ngày 4 tháng 3 năm 2016. Truy cập ngày 11 tháng 8 năm 2015.
37. ↑  Colocasia esculenta.
38. ↑  Colocasia esculenta, Florida Invasive Plants
39. ↑  Colocasia esculenta Lưu trữ ngày 26 tháng 6 năm 2015 tại Wayback Machine, University of Florida
40. ↑  "Wild Taro". Outdoor Alabama. Truy cập ngày 15 tháng 9 năm 2020.
41. ↑  Denham, Tim (tháng 10 năm 2011). "Early Agriculture and Plant Domestication in New Guinea and Island Southeast Asia". Current Anthropology. 52 (S4): S379 – S395. doi:10.1086/658682. {{Chú thích tập san học thuật}}: |hdl-access= cần |hdl= (trợ giúp)
42. ↑  new-agri.co Country profile: Samoa, New Agriculturist Online Lưu trữ ngày 28 tháng 8 năm 2008 tại Wayback Machine, accessed June 12, 2006
43. ↑  Kreike, C.M.; Van Eck, H.J.; Lebot, V. (ngày 20 tháng 5 năm 2004). "Genetic diversity of taro, Colocasia esculenta (L.) Schott, in Southeast Asia and the Pacific". Theoretical and Applied Genetics. 109 (4): 761–768. doi:10.1007/s00122-004-1691-z. PMID 15156282.
44. ↑  Lebot, Vincent (2009). Tropical Root and Tuber Crops: Cassava, Sweet Potato, Yams and Aroids. Crop Production Science in Horticulture. Quyển 17. CABI. tr. 279–280. ISBN 9781845936211.
45. ↑  Chaïr, H.; Traore, R. E.; Duval, M. F.; Rivallan, R.; Mukherjee, A.; Aboagye, L. M.; Van Rensburg, W. J.; Andrianavalona, V.; Pinheiro de Carvalho, M. A. A.; Saborio, F.; Sri Prana, M. (ngày 17 tháng 6 năm 2016). "Genetic Diversification and Dispersal of Taro (Colocasia esculenta (L.) Schott)". PLOS ONE. 11 (6): e0157712. Bibcode:2016PLoSO..1157712C. doi:10.1371/journal.pone.0157712. PMC 4912093. PMID 27314588.
46. ↑  Matthews, Peter J.; Nguyen, Van Dzu; Tandang, Daniel; Agoo, E. Maribel; Madulid, Domingo A. (2015). "Taxonomy and ethnobotany of Colocasia esculenta and C. formosana (Araceae): implications for the evolution, natural range, and domestication of taro". Aroideana. 38E (1). Bản gốc lưu trữ ngày 19 tháng 1 năm 2019. Truy cập ngày 18 tháng 1 năm 2019.
47. ↑  Matthews, P.J.; Agoo, E.M.G.; Tandang, D.N.; Madulid, D.A. (2012). "Ethnobotany and Ecology of Wild Taro (Colocasia esculenta) in the Philippines: Implications for Domestication and Dispersal" (PDF). Trong Spriggs, Matthew; Addison, David; Matthews, Peter J. (biên tập). Irrigated Taro (Colocasia esculenta) in the Indo-Pacific: Biological, Social and Historical Perspectives. Senri Ethnological Studies (SES). Quyển 78. National Museum of Ethnology, Osaka. tr. 307–340. ISBN 9784901906937. Bản gốc (PDF) lưu trữ ngày 19 tháng 1 năm 2019. Truy cập ngày 18 tháng 1 năm 2019.
48. 1 2  Barker, Graeme; Lloyd-Smith, Lindsay; Barton, Huw; Cole, Franca; Hunt, Chris; Piper, Philip J.; Rabett, Ryan; Paz, Victor; Szabó, Katherine (2011). "Foraging-farming transitions at the Niah Caves, Sarawak, Borneo". Antiquity. 85 (328): 492–509. doi:10.1017/s0003598x00067909.
49. ↑  Balbaligo, Yvette (ngày 15 tháng 11 năm 2007). "A Brief Note on the 2007 Excavation at Ille Cave, Palawan, the Philippines". Papers from the Institute of Archaeology. 18 (2007): 161. doi:10.5334/pia.308.
50. ↑  Fullagar, Richard; Field, Judith; Denham, Tim; Lentfer, Carol (tháng 5 năm 2006). "Early and mid Holocene tool-use and processing of taro (Colocasia esculenta), yam (Dioscorea sp.) and other plants at Kuk Swamp in the highlands of Papua New Guinea". Journal of Archaeological Science. 33 (5): 595–614. Bibcode:2006JArSc..33..595F. doi:10.1016/j.jas.2005.07.020.
51. ↑  Denham, Tim P.; Golson, J.; Hughes, Philip J. (2004). "Reading Early Agriculture at Kuk Swamp, Wahgi Valley, Papua New Guinea: the Archaeological Features (Phases 1–3)". Proceedings of the Prehistoric Society. 70: 259–297. doi:10.1017/S0079497X00001195.
52. ↑  Loy, Thomas H.; Spriggs, Matthew; Wickler, Stephen (1992). "Direct evidence for human use of plants 28,000 years ago: starch residues on stone artefacts from the northern Solomon Islands". Antiquity. 66 (253): 898–912. doi:10.1017/S0003598X00044811.
53. ↑  Barker, Graeme; Hunt, Chris; Carlos, Jane (2011). "Transitions to Farming in Island Southeast Asia: Archaeological, Biomolecular and Palaeoecological Perspectives" (PDF). Trong Barker, Grame; Janowski, Monica (biên tập). Why cultivate? Anthropological and Archaeological Approaches to Foraging–Farming Transitions in Southeast Asia. McDonald Institute for Archaeological Research. tr. 61–74. ISBN 9781902937588.
54. ↑  Matthews, Peter J. (1995). "Aroids and the Austronesians". Tropics. 4 (2/3): 105–126. doi:10.3759/tropics.4.105.
55. ↑  Barton, Huw (2012). "The reversed fortunes of sago and rice, Oryza sativa, in the rainforests of Sarawak, Borneo" (PDF). Quaternary International. 249: 96–104. Bibcode:2012QuInt.249...96B. doi:10.1016/j.quaint.2011.03.037.
56. ↑  Moore, Darlene (ngày 14 tháng 10 năm 2019). "Ancient Chamorro Agricultural Practices". Guampedia.
57. ↑  Dixon, Boyd; Walker, Samuel; Golabi, Mohammad H.; Manner, Harley (2012). "Two probably latte period agricultural sites in northern Guam: Their plants, soils, and interpretations" (PDF). Micronesica. 42 (1/2): 209–257.
58. ↑  McLean, Mervyn (2014). Music, Lapita, and the Problem of Polynesian Origins. Polynesian Origins. ISBN 9780473288730.
59. ↑  Sanderson, Helen (2005). Prance, Ghillean; Nesbitt, Mark (biên tập). The Cultural History of Plants. Routledge. tr. 70. ISBN 0415927463.
60. 1 2  Oladimeji, J.J.; Kumar, P.L.; Abe, A.; Vetukuri, R.R.; Bhattacharjee, R.(2022).
61. ↑  "Production of taro in 2022, Crops/Regions/World list/Production Quantity/Year (pick lists)". UN Food and Agriculture Organization, Corporate Statistical Database (FAOSTAT). 2024. Truy cập ngày 22 tháng 1 năm 2024.